# Drepanonema meridionalis
Drepanonema meridionalis is een rondwormensoort uit de familie van de Draconematidae. De wetenschappelijke naam van de soort is voor het eerst geldig gepubliceerd in 1937 door Kreis.